# حقی‌بی‌لی (یورغیر)
حقی‌بی‌لی (به ترکی استانبولی: Hakkıbeyli) یک منطقهٔ مسکونی در ترکیه است که در یورغیر واقع شده‌است.